# معاهدة شونبرون

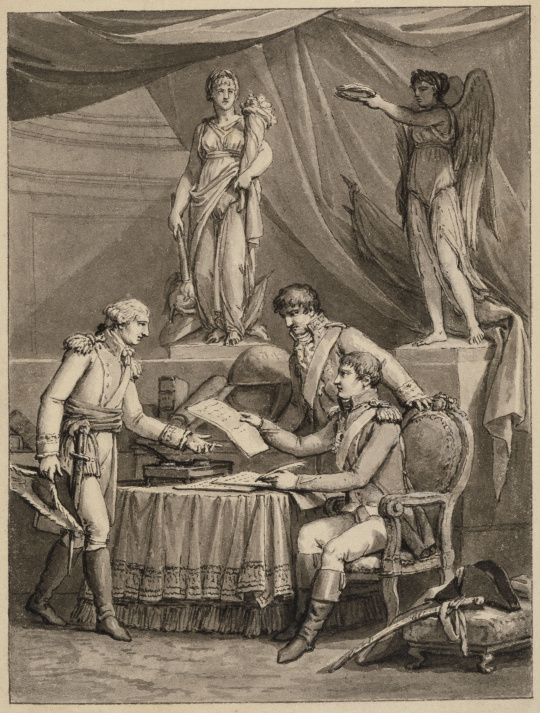
معاهدة السلام المبرمة في فيينا في 14 أكتوبر 1809، بريشة تشارلز مونيه

معاهدة شونبرون (الفرنسية: Traité de Schönbrunn، الألمانية: Friede von Schönbrunn) والمعروفة أحيانًا باسم معاهدة فيينا، بين فرنسا والنمسا في قصر شونبرون بالقرب من فيينا في 14 أكتوبر 1809. أنهت المعاهدة التحالف الخامس خلال الحروب النابليونية، بعد هزيمة النمسا في معركة فاغرام الحاسمة في 5-6 يوليو.

## مقدمة
خلال حرب شبه الجزيرة والمقاومة الإسبانية ضد نابليون، حاولت النمسا عكس سلام بريسبورغ عام 1805 من خلال إشعال انتفاضات وطنية في الأراضي المحتلة من قبل فرنسا في أوروبا الوسطى (وأبرزها التمرد التيرولي ضد حلفاء نابليون البافاريين).
وفي نهاية المطاف باءت هذه المحاولات بالفشل، بعد أن احتلت القوات الفرنسية فيينا في مايو 1809. تمكن النمساويون بقيادة الأرشيدوق كارل من صدهم في معركة أسبيرن يومي 21 و22 مايو؛ إلا أن نابليون سحب قواته وسحق جيش كارل في فاغرام بعد بضعة أسابيع. وكان على الأرشيدوق أن يوقع على هدنة زنايم في 12 يوليو. في أكتوبر، حل محل وزير الخارجية النمساوي يوهان فيليب ستاديون كليمنس فون ميترنيش.

## شروط

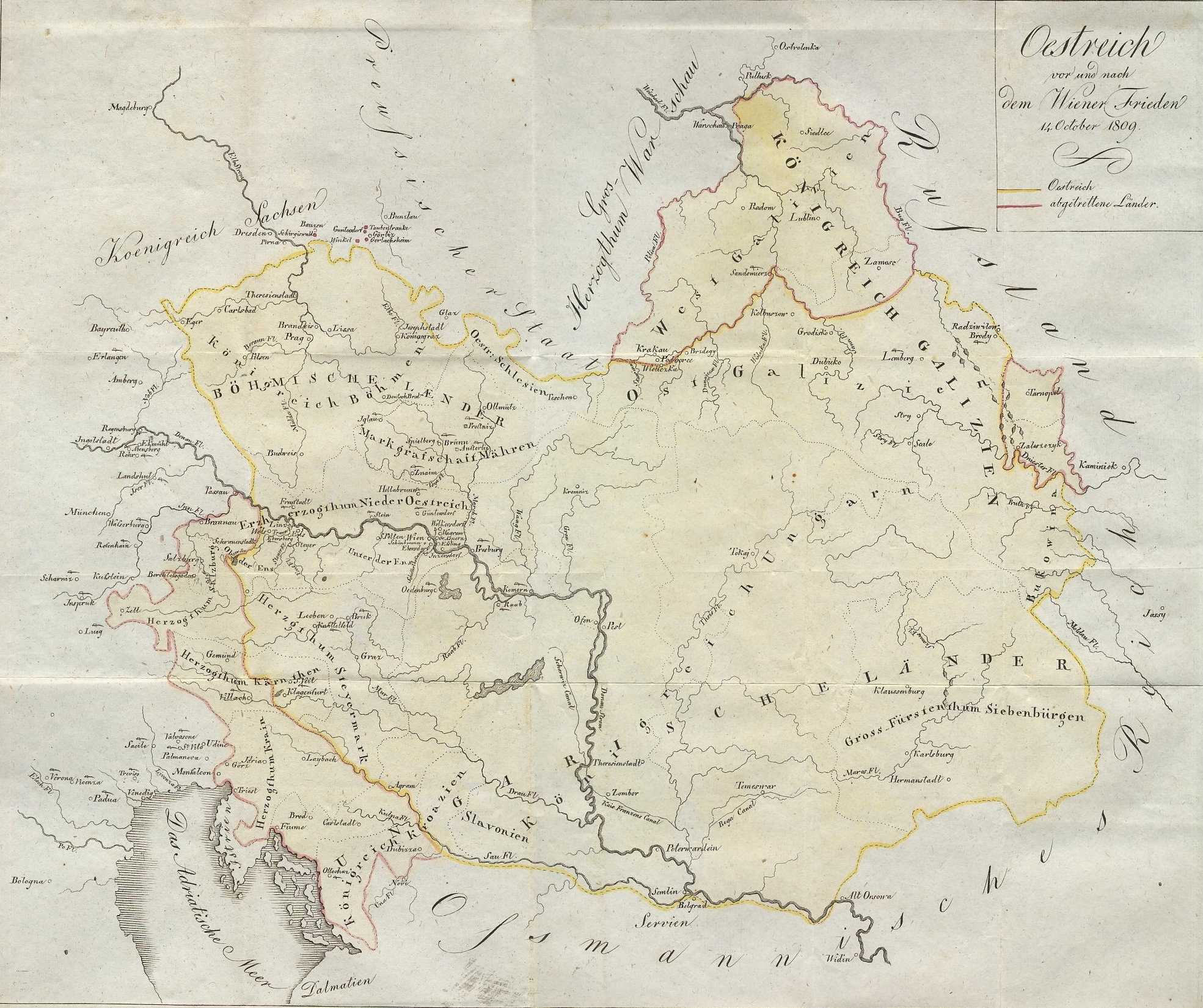
خريطة للإمبراطورية النمساوية توضح الخسائر الإقليمية بعد معاهدة شونبرون.

فرضت فرنسا شروط سلام قاسية: اضطرت النمسا إلى التنازل عن دوقية سالزبورغ لصالح بافاريا وفقدت قدرتها على الوصول إلى البحر الأدرياتيكي من خلال التنازل عن الأراضي الساحلية في غوريزيا وغراديسكا ومدينة ترييستي الحرة الإمبراطورية، بالإضافة إلى كارنيولا، ومسيرة إستريا، وكارينثيا الغربية ("العليا") مع شرق تيرول، والأراضي الكرواتية جنوب غرب نهر سافا للإمبراطورية الفرنسية (انظر المقاطعات الإيليرية). تم التنازل عن غاليسيا الغربية لدوقية وارسو، ومنطقة تارنوبول للإمبراطورية الروسية.
اعترفت النمسا بفتوحات نابليون السابقة من دول أخرى وكذلك بحكم شقيقه جوزيف بونابرت كملك لإسبانيا. كما دفعت النمسا لفرنسا تعويضًا كبيرًا، وانخفض حجم الجيش النمساوي إلى 150 ألف رجل - وهو الوعد الذي لم يتحقق. هٌدمت قلعة جراتس شلوسبرج، التي كانت حاميتها قادرة على مقاومة قوات الاحتلال الفرنسي بثبات، إلى حد كبير.
وكان على النمسا أيضًا أن تطبق النظام القاري الذي وضعه نابليون، حيث ظلت بريطانيا في حالة حرب مع فرنسا. كانت إحدى وجهات النظر البريطانية المعاصرة بشأن المعاهدة هي:
رغم ضعفها الكبير، ظلت النمسا قوة أوروبية عظمى. تقرب الإمبراطور فرانسيس الأول من الفرنسيين بتزويج ابنته ماري لويز لنابليون (الذي كانت تكرهه في البداية) في عام 1810. ونتيجة لتغيير سياسات مترنيش، انضمت القوات النمساوية إلى الغزو الفرنسي لروسيا في عام 1812.

## محاولة اغتيال

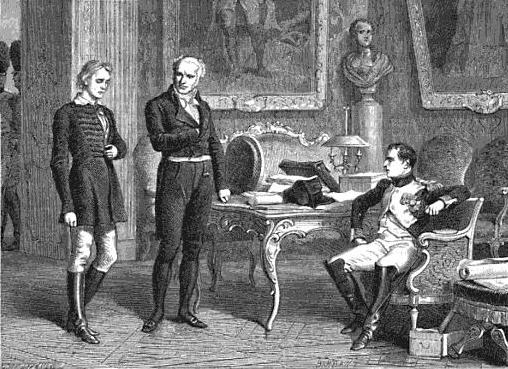
استجوب نابليون وطبيبه جان نيكولا كورفيسارت ستابس، تصوير عام 1866. في الواقع، كان راب حاضرًا للترجمة بين الإمبراطور وستابس.

أثناء المفاوضات في شونبرون، نجا نابليون من محاولة اغتيال. وفي الثاني عشر من أكتوبر، وقبل وقت قصير من توقيع المعاهدة، خرج الإمبراطور من القصر برفقة وفد كبير لحضور عرض عسكري. وصل فريدريش ستابس البالغ من العمر سبعة عشر عامًا، وهو ابن قس لوثري من نومبورغ، إلى فيينا وطلب مقابلة لتقديم عريضة. وقد رفض مساعد الإمبراطور الجنرال جان راب طلبه، والذي لاحظ بعد وقت قصير من ذلك أن ستابس في الفناء يدفع الحشود نحو نابليون من اتجاه مختلف، فأمر باعتقاله.
نقل ستابس إلى القصر، حيث وجد يحمل سكين مطبخ كبير داخل معطفه، مخفيًا داخل أوراق الالتماس. عند استجوابه، كشف ستابس بصراحة عن خططه لقتل الإمبراطور، واصفاً إياه بأنه مصدر سوء الحظ لبلاده. وعندما ذهب إلى نابليون سأله عما إذا كان ستابس سيشكره إذا عفا عنه، فأجاب ستابس: "سأقتلك على أي حال".
غادر نابليون فيينا في 16 أكتوبر وفي اليوم التالي تم إطلاق النار على ستابس من قبل جنود فورتمبيرغ خارج القصر. يُقال إنه صرخ في هذا الإعدام "تحيا الحرية! تحيا ألمانيا!"  تأثر نابليون وخاف من مؤامرة أكبر، فأمر وزير الشرطة جوزيف فوشيه بإبقاء الحادثة سرية.
وبعد فترة وجيزة من الحملة الألمانية عام 1813، أصبح ستابس يُعتبر شهيدًا للقومية الألمانية الناشئة. كان موضوع قصيدة لكريستيان فريدريش هيبيل ومسرحية لوالتر فون مولو.